# القيادة العليا للبحرية الإمبراطورية

شعار مكتب القيادة العليا البحرية الإمبراطورية

القيادة العليا للبحرية الإمبراطورية كان مكتب تابع للإمبراطورية الألمانية الذي وجد بتاريخ 1 أبريل من عام 1889 وبقي حتى 14 مارس 1899 لقيادة البحرية الإمبراطورية الألمانية. يوجد مكتب مماثل ويحمل نفس الاسم في البحرية البروسية و كريغسمارينه في ألمانيا النازية.
بعد تفكك الأميرالية الإمبراطورية الألمانية  في 1 أبريل 1889، تم إنشاء القيادة العليا للبحرية الإمبراطورية، ومكتب المفتش العام للبحرية والمكتب البحري الإمبراطوري كمؤسسات خلف للأميرالية. رأست القيادة العليا للبحرية الإمبراطورية من قبل قائد برتبه أدميرال، تابع مباشرة للإمبراطور فيلهلم الثاني. وبنفس الالتزامات والحقوق بصفته قائدًا عامًا للجيش، فإن هذا الأدميرال قد أوفى بواجبات رئيس أركان البحرية. وتحت أسم الإمبراطور يمكنه أمر جميع الوحدات البحرية في البر والبحر.